# فصلنامه پرستاری داخلی و جراحی
فصلنامه پرستاری داخلی و جراحی (به انگلیسی: Iranian Journal Of Medical - Surgical Nursing (IJMSN)) نام یک مجله علمی پژوهشی پرستاری داخلی و جراحی و به صاحب امتیازی دانشکده پرستاری و مامایی زاهدان است که با همکاری انجمن علمی پرستاری ایران منتشر می‌گردد.
این نشریه که با هدف ارائه تازهای تحقیقی در حوزه مقالات، نوآوری و توسعه در زمینه پرستاری داخلی جراحی و مراقبت‌های مرتبط با آن که یکی از فراگیرترین گرایش‌های تخصصی پرستاری می‌باشد انتشار می‌یابد و در زمینه‌های پرستاری، آموزشی و مراقبتی مرتبط با انواع بیماری‌ها و اختلالات داخلی و جراحی، سالمندی و مراقبت‌های ویژه را به چاپ می‌رسد.
این مجله از سال ۱۳۹۱ پایه‌گذاری شده و مقالات منتشر شده در آن در زمینهٔ پژوهش‌ها و گسترش حرفه‌ای و کارکرد بالینی و آکادمیک پرستاری داخلی و جراحی است. این نشریه در یکصدو یکمین جلسه کمسیون نشریات علوم پزشکی کشور، رتبه علمی پژوهشی خود را دریافت کرد.